# Marco Torrieri
Marco Torrieri (né le 14 mai 1978 à Monterotondo) est un athlète italien, spécialiste du 200 mètres.

## Biographie
Marco Torrieri s'est classé 6e aux Championnats d'Europe 2002 et 5e aux Championnats du monde 2003 en salle, il remporte la médaille d'or du relais 4 × 100 m lors des Jeux méditerranéens 2001. Lors de ceux de 2005, il remporte le bronze sur 100 m.
Son meilleur temps est de 20 s 38 réalisé en demi-finale des Championnats du monde à Edmonton en 2001.

## Meilleurs temps
- 100 m : 10 s 22 (+1,70 m/s) à Rome en 2002
- 200 m : 20 s 38 (+0,70 m/s) à Edmonton en 2001
- 60 m en salle : 6 s 74 à Gênes en 2008